# Buddy Holly
Charles Hardin Holley poznatiji kao Buddy Holly (Lubbock, 7. rujna 1936. – kraj Mason Cityja, 3. veljače 1959.) je bio američki pjevač, kantautor i pionir rock and rolla.
Promjena u njegovu prezimenu iz "Holley" u "Holly" nastala je kao pogreška u ugovoru koji je trebao potpisati, u kojemu je njegovo ime pisano "Buddy Holly". To ime je onda prihvaćeno kao profesionalni pseudonim. Na njegovom nadgrobnom spomeniku ugravirano je ime "Buddy Holley".
Buddyja Hollyja smatraju jednim od najutjecajnijih utemeljitelja rock 'n rolla. 2004. godine ga je časopis Rolling Stone uvrstio na 13. mjesto popisa "100 besmrtnika popularne glazbe". Iako je njegova karijera naglo prekinuta tragičnom smrću, njegovo djelo uvrštava se među najznačajnija ostvarenja u povijesti rock glazbe. Njegova glazba ne samo da će utjecati na njegove suvremenike, nego i budući smjer popularne glazbe, uključujući i Beatlese.

## Životopis

### Raniji život (1936-1955)
Buddy Holly rođen je 7. rujna 1936. kao Charles Hardin Holley u gradu Lubbocku u Teksasu, u 15:30 kao četvrto dijete Lawrencea Odella Holleyja i Elle Pauline Drake. Njegova dva starija brata se zovu Larry (rođen 1925.) i Travis (rođen 1927.). Također je imao i jednu sestru Patriciu Lou (rođena 1929.). Još u djetinjstvu je dobio nadimak "Buddy". Holleyjevi su bili glazbena obitelj i kao mladi dječak, Holley je učio svirati violinu (njegova braća nauljila bi žice tako da ga nitko ne čuje svirati), te klavir i gitaru. U jesen 1949. u Srednjoj školi Hutchinson upoznao je glazbenika Boba Montgomeryja. Imali su slične interese u glazbi i uskoro su se udružili u duo "Buddy i Bob". Isprva pod utjecajem bluegrass glazbe, pjevali su harmonijske duete u mjesnim klubovima i srednjoškolskim predstavama za talente. Njegovi glazbeni interesi rasli su kroz srednju školu dok je pjevao u školskom zboru.

### Glazbena karijera (1956-1959)
Holly se okrenuo rock glazbi kada je uživo vidio pjevanje Elvisa Presleyja u Lubbocku početkom 1955. Njegov postupni prijelaz na rock završen je izvodio prije nastupa Billa Haleyja i njegovih Cometsa, na mjesnoj predstavi koju je organizirao Eddie Crandall, koji je također bio menadžer Martyja Robbinsa. Nakon što ga je poslušao, ponudio mu je ugovor s Decca Recordsom za solo angažman, koji je i prihvatio. Prema knjizi Amburn (str. 45), njegovo javno ime promijenjeno je iz "Holley" u "Holly" 8. veljače 1956., kada je potpisao ugovor. Među snimkama za tu kuću bila je i ranija inačica singla "That'll Be The Day" koja je za naslov uzela frazu koju je lik Johna Waynea ponavljao u filmu iz 1956. "Tragači".
Vrativši se u Lubbock, Holly je osnovao svoj sastav The Crickets i počeo snimati u studiju Normana Pettyja u gradiću Clovis u Novom Meksiku. Norman je imao kontakte u glazbenoj industriji i vjerujući da će singl "That'll Be the Day" biti hit, kontaktirao je izdavače. Coral Records, podružnica izdavačke kompanije Decca prihvatila je ugovor s Buddyjem Hollyjem i Cricketsima. Ovo je dovelo Hollyja u neobičnu situaciju obveze prema dva ugovora odjednom. Prije nego što je taj singl objavljen širom SAD-a, Holly je svirao gitaru u hit singlu "Starlight" iz travnja 1957. s Jackom Huddleom. Prvotna, neuspješna verzija pjesme "That'll Be the Day" bila je sporija i otprilike pola oktave viša od hit verzije.
Holly je uspio premostiti neke od rasnih podjela koje su obilježavale rock 'n' roll glazbu. Dok je Elvis Presley činio crnačku glazbu prihvatljiviju bijelcima, Holly je pridobio sasvim crnačku publiku kada su Cricketsi zabunom rezervirali u njujorški Apollo Theater (iako je, za razliku od neposrednog prihvaćanja prikazanog u filmu iz 1978. "The Buddy Holly Story", zapravo je trebalo nekoliko izvedbi da bi publika prihvatila njegov talent).
Nakon objavljivanja nekoliko vrlo uspješnih pjesama, Holly i Cricketsi 1958. godine odlaze na turneju u Ujedinjeno Kraljevstvo.
Iste godine, upoznaje Mariju Elenu Santiago, rođenu 1935. u San Juanu u Puerto Ricu, recepcionerku njujorškog glazbenog izdavača. Zaprosio ju je na prvom spoju - isprva je mislila da se šalio, no ubrzo su se vjenčali u Lubbocku, 15. kolovoza 1958., manje od dva mjeseca nakon što su se upoznali. Maria je s njim putovala na nekim turnejama, obavljajući poslove od pranja rublja i postavljanja instrumenata i opreme, do osiguravanja naplate članovima grupe.
Ambiciozni Holly uskoro je postao zainteresiraniji za njujoršku glazbenu i izdavačku scenu, dok su se opušteniji članovi njegovog sastava htjeli vratiti u Lubbock. Kao rezultat toga, grupa se raspala 1959.

## "Winter Dance Party" turneja i smrt (1959)
Holly je sa svojom ženom otišao na odmor u Lubbock i posjetio radio stanicu Waylona Jenningsa u prosincu 1958. Za "Winter Dance Party" turneju, Holly je okupio sastav koji se sastojao od njega, Waylona Jenningsa (električni bas), Tommyja Allsupa (gitara) i Carla Buncha (bubnjevi). Holly i Jennings su krenuli u New York stižući 15. siječnja 1959. Jennings je boravio u Hollyjevom apartmanu blizu Washington Square Parka do sastanka s "General Artists Corporation", koji su organizirali turneju. Zatim su s vlakom otišli u Chicago kako bi se pridružili ostatku sastava.
Turneja je započela u Milwaukeeu u Wisconsinu, 23. siječnja 1959. Holly je započeo solo turneju dijeleći ju s drugim važnijim glazbenicima, uključujući Ritchiea Valensa i J. P. Richardsona zvanog "The Big Bopper". Daljina među gradovima u kojima bi nastupali je izazvala probleme u putovanju. Još jedan problem je bio i bus bez klime u kojem su putovali koji se dvaput pokvario. Zbog toga je Holly odlučio pronaći drugo prijevozno sredstvo. Dvije noći nakon sviranja u Duluthu u Minnesoti, izveli su posljednji show u mjestu Clear Lake u Iowi 2. veljače 1959. Nakon toga, Buddy Holly naručio je let zrakoplovom Beechcraft Bonanza kojim bi pokupio članove novog sastava i odletio u Fargo u Sjevernoj Dakoti. Bubnjar Carl Bunch je propustio let jer je bio u bolnici zbog smrzotina. Big Bopper je zamolio za Jenningsovo mjesto u avionu koji je imao četiri sjedala, jer se ovaj oporavljao od gripe i prigovarao kako je bus neugodan za čovjeka njegove veličine. Ritchie Valens još je potpisivao autograme u koncertnoj sali kada mu je prišao Allsup i rekao da je vrijeme za polazak. Allsup je iz džepa izvukao novčić od 50 centa i njime su se kladili tko će dobiti mjesto u zrakoplovu. Allsup je izgubio.
Zrakoplov je uzletio u vremenske uvjete s lakim snijegom i naletima vjetra, oko 12.55 sati popodne, ali se srušio nakon samo nekoliko minuta leta. Olupinu je pronašao vlasnik letjelice Jerry Dwyer, oko 12 kilometara od zračne luke na imanju Alberta Juhla. U nesreći su poginuli Holly, Valens, Richardson i 21-godišnji pilot Roger Peterson. Tijela Hollyja, Valensa i Richardsona izletjela su iz olupine: Holly i Valens oko 6 metara južno od olupine, a Richardsonovo oko 12 metara sjeverno. Tijelo pilota ostalo je u olupini. Svi su pretrpjeli višestruke teške ozljede i bez sumnje preminuli na mjestu, gdje je zrakoplov udario u zemlju brzinom od oko 170 km/h. Iako postoje mnoge teorije o uzroku nesreće, službena verzija navodi pogrešku pilota. Iako je događaj primio dosta medijske pozornosti u lokalnom okruženju, na nacionalnom nivou ga je zasjenila nesreća leta American Flight 320 koji se srušio na aerodromu LaGuardia u New Yorku, gdje je poginulo 65 ljudi.
Hollyjev pogreb je održan 7. veljače 1959 u baptističkoj crkvi u Lubbocku. Održao ga je Ben D. Johnson, koji je također održao i Hollyjevo vjenčanje tek nekoliko mjeseci ranije. Nosači kovčega su bili Jerry Allison, Joe B. Mauldin, Niki Sullivan, Bob Montgomery, Sonny Curtis i Phil Everly (član poznatog dua The Everly Brothers). Waylon Jennings nije bio prisutan jer je još uvijek bio na neslavnoj turneji. Hollyjevo tijelo je pokopano na gradskom groblju, u istočnom dijelu grada. Na nadgrobnom spomeniku se nalazi točno sricanje njegovog prezimena (Holley) i izrezbarena Fender Stratocaster gitara.
Hollyjeva trudna supruga Maria Elena je saznala o Hollyjevoj smrti na televiziji. Sljedećeg dana je pobacila; pobačaj se pripisuje "psihološkoj traumi". Hollyjeva majka, koja je čula vijesti na radiju u Lubbocku, se onesvijestila. Maria Elena nije prisustvovala pogrebu i nije nikada posjetila njegov grob.
Don McLean u pjesmi American Pie opisuje taj dan kao "dan kada je umrla glazba".

## Postumna izdanja
Hollyjeva glazba nije umrla. Snimao je tako puno da je njegova izdavačka tvrtka mogla izdavati nove Hollyjeve albume i singlove deset godina nakon njegove smrti. Studijski glazbenici nadopunjavali su njegove demosnimke do tadašnjih komercijalnih standarda. Najbolji od njih je vjerojatno njegov prvi postumni singl "Peggy Sue Got Married" is 1959., kao i "Crying, Waiting, Hoping".
Hollyja su nastavili promovirati i prodavati kao "aktivnog" glazbenika, a njegova izdanja imala su vjerne sljedbenike, pogotovo u Europi. Potražnja za neizdanim Hollyjevim materijalima bila je tako velika da je Norman Petty nadosnimavao i prilagođavao što god je mogao naći - alternativne verzije studijskih snimaka, prvotno odbačene snimke, snimke s novim gitarskim aranžmanima, čak i amaterske demosnimke iz 1954. u kojima su niskokvalitetno snimljeni vokali prekriveni novom orkestracijom. Posljednji album Buddyja Holyja bio je "Giant" sa singlom "Love is Strange", izdan 1969. godine.

## Stil
Hollyjeva glazba bila je za svoje vrijeme profinjena, uključujući instrumente koji su u rock and rollu smatrani novitetima, kao što su celesta u pjesmi "Everyday". Holly je bio utjecajan gitarist, pogotovo po pjesmama "Peggy Sue" i "Not Fade Away". Iako je mogao svirati žešće ljubavne pjesme dobro kao njegovi suvremenici, njegove druge pjesme uključuju profinjenije tekstove i kompleksniju harmoniju i melodiju od svega što je prije toga bilo uobičajeno u tom žanru.
Mnoge od njegovih pjesama sadrže jedinstvenu tehniku pjevanja u kojima naglim prekidima riječi (nalik štucanju), naglašava određene riječi. I drugi pjevači, kao Elvis Presley, koristili su sličnu tehniku, iako manje očito i konzistentno. Primjeri se mogu naći u pjesmama "Rave On", "That'll Be the Day" i "Peggy Sue".

## Utjecaj
Usprkos popularnom vjerovanju, John Lennon i Paul McCartney nisu kao tinejdžeri bili na Hollyjevom koncertu, nego George Harrison i McCartneyjev prijatelj Tony Bramwell, koji su se sastali s Hollyjem i razmijenili ploče. Lennon i McCartney su kasnije Hollyja navodili kao primaran glazbeni utjecaj. (ime grupe The Beatles, izabrali su dijelom kao homage Hollyjevim Cricketsima). Beatlesi su obradili pjesmu "Words of Love" kao gotovo savršenu reprodukciju Hollyjeve verzije. McCartney, njegov obožavatelj, otkupio je prava za objavljivanje njegovog kataloga pjesama. Treći singl Rolling Stonesa je bio cover Buddyjeve pjesme "Not Fade Away". Weezer je objavio pjesmu po imenu "Buddy Holly".

## Vanjske poveznice
- http://www.buddyholly.com/ Službene stranice
- [neaktivna poveznica] Buddy Holly Online
- Hollyjeva stranica u Kući slavnih rock and rolla